# Dictyna xizangensis
Dictyna xizangensis är en spindelart som beskrevs av Hu och Li 1987. Dictyna xizangensis ingår i släktet Dictyna och familjen kardarspindlar. Inga underarter finns listade i Catalogue of Life.